# Anton Haas (Verwaltungsbeamter)
Anton Andreas Haas (* 18. Jahrhundert; † 19. Jahrhundert) war ein preußischer Kreissekretär und Landrat.

## Leben und Herkunft
Über die Herkunft und den Werdegang von Anton Haas ist nur sehr wenig bekannt, nur das er Kreissekretär in Adenau und im Jahr 1825 aus dieser Funktion heraus für kurze Zeit auftragsweise Landrat des Kreises Adenau war.
Er promovierte zum Dr. phil. oec. publ.

## Publikationen
- Versuch eines Handbuchs für Communal-Beamten über das legale und materielle Rechnungswesen der Gemeinden: nach der in den königl. preußischen Rheinprovinzen bestehenden Gesetzgebung, Trier: Lintz, 1820[2]
- Chronologisches Register der in den Journalen des Saar-Departements bekannt gemachten Beschlüsse und Rundschreiben der Verwaltung, Dekrete, Gesetze, ec. aus der Periode der Jahre 12, 13, 14, 1807, 1808, 1809, und 1810, Trier, Leistenscheider, 1820, 141 S.[3]
- Repertorium der französischen Gesetzgebung in den vier – neuen – Departementen des linken Rheinufers 3 N – Z : Periode vom 1. Vendem. XI, 23. Septbr. 1802 bis 31 Decbr. 1813, Trier u. a. Heriot 1822 OCLC 1070756527
- Abhandlung über das Schuldenwesen der Gemeinden in Rheinpreussen, mit besonderer Rücksicht. Gesetz vom 7. März 1822. Heriot, Coblenz 1823[4] OCLC 1068102275
- Oeconomisch-Cameralistische Ansichten über ackerwirthschaftliche Verbesserung der Eifelgegenden, Coblenz: Heriot, 1825[5]